# Deflektor tłokowy
Deflektor tłokowy – wypukła część tłoka silnika dwusuwowego mająca za zadanie skierować mieszankę paliwową w górną część komory spalania tj. w okolice głowicy. Deflektor był stosowany tylko w przypadku jednego kanału płuczącego. Przy większej liczbie kanałów płuczących uzyskiwano tzw. przepłukanie zwrotne i deflektor był zbędny. Rozwiązanie to ma na celu zwiększenie napełnienia cylindra ładunkiem i lepszego usunięcia spalin. Występuje tylko w niektórych silnikach z przepłukiwaniem poprzecznym (silniki bezzaworowe).